# Водзислав (гмина)
Водзислав (пол. Wodzisław) — городско-сельская гмина (волость) в Польше, входит как административная единица в Енджеювский повет, Свентокшиское воеводство. Население — 7653 человека (на 2004 год). Административный центр — город Водзислав.

## Демография
| Перепись                       | Всего   | Всего | Женщины | Женщины | Мужчины | Мужчины |
| ------------------------------ | ------- | ----- | ------- | ------- | ------- | ------- |
| Единицы                        | человек | %     | человек | %       | человек | %       |
| Население                      | 7653    | 100   | 3894    | 50,9    | 3759    | 49,1    |
| Плотность населения (чел./км²) | 43,3    | 43,3  | 22      | 22      | 21,3    | 21,3    |

## Соседние гмины
1. Гмина Дзялошице
2. Гмина Енджеюв
3. Гмина Козлув
4. Гмина Ксёнж-Вельки
5. Гмина Михалув
6. Гмина Сендзишув